# Эмфитевзис
Эмфите́взис (лат. emphyteusis, от др.-греч. ἐμφύτευσις — прививка, насаждение) — вещное наследуемое отчуждаемое право владения и пользования чужой землей с обязанностью вносить арендную плату в пользу собственника и не ухудшать имения.
Слово «эмфитевзис» имеет греческое происхождение. В Древней Греции ещё в III в. до н. э. существовала наследственная земельная аренда для разведения садов и виноградников. В Древнем Риме отношения эмфитевтического владения стали возникать с II в. н. э. на императорских землях. В дальнейшем правоотношения по поводу аренды земли, первоначально возникшие как обязательственные, стали приобретать характер вещного, сближаясь с вектигальным правом.
В отличие от вектигального права, при эмфитевзисе на арендатора накладывались некоторые обязанности и ограничения:
1. На арендатора возлагалась обязанность по обработке земли[1];
2. Арендатор не имел права на уменьшение арендной платы в случае неурожая;
3. Арендатор был стеснён правом преимущественной купли со стороны собственника[2].

Окончательное слияние вектигального права с эмфитевзисом произошло при Юстиниане. В своем классическом виде признавался вечной арендой, которая давала право на вещь, защищаемое особым иском. Поэтому по содержанию эмфитевзис был близок к праву собственности.